# Hermanitas Calle
Hermanitas Calle es una serie de televisión colombiana producida por Caracol Televisión en 2015. Está protagonizada por Yuri Vargas y Carolina Gaitán, con las participaciones antagónicas de Julio Pachón y Luz Estrada. Está basada en algunos momentos de la vida del dúo de música colombiana, Las Hermanas Calle.
La serie cuenta con la participación especial de Melissa Cáceres "Chunchulla Stereo", Esmeralda Gil, y Carito Cruz, tres concursantes de la primera temporada de La voz Kids.

## Sinopsis
La trama cuenta la historia de Nelly y Fabiola Calle, dos mujeres que desde niñas tuvieron un gran talento para la música carrilera, impulsadas por Doña Edelmira su abuela materna, quien les ayudó a conseguir su primer concierto durante la estancia del gobernador del Valle del Cauca, a Villafuerte, el pueblo natal del dúo carrilero. En medio de la presentación, doña Edelmira sufre un ataque al corazón y muere. Este duro golpe, motiva a Las Hermanitas Calle a continuar con el legado que su abuelita les ayudó a cultivar, tras el abandono de su padre, y la dura situación económica por la que atravesaban, las hermanitas Calle se mudan a Medellín, lo que significa una gran ventaja para su carrera musical, que a lo largo de más de treinta años, las hizo famosas, no solo en Colombia sino también fuera del país, todo esta alegría no fue eterna, ya que en 2003, Nelly Calle fallece a causa de un cáncer que la aquejaba desde hace unos cuantos meses. A causa de esto Nelly fue reemplazada por su hermana Auxilio quien continuo grabando junto a Fabiola, bajo el seudónimo de Las Hermanitas Calle.

## Reparto
- Yuri Vargas - Fabiola de Jesús Calle Araque
- Carolina Gaitán - Nelly del Pilar Calle Araque
- Juan Pablo Urrego - Joaquín Calle Araque
- Gill González Hoyos - Auxilio Calle Araque
- Caterin Escobar - Rosa Calle Araque
- Crisanto Alonso Vargas Ramírez Vargasvil- Lizardo Araque
- Patricia Tamayo - Tulia Araque de Calle
- Jaime Correa - Samuel Calle
- Juliana Bautista - Auxilio Calle (joven)
- Esmeralda Gil - Nelly Calle (joven) y Catalina Cardona Calle
- Melissa Cáceres - Fabiola Calle (joven)
- Carlota Llanos - Edelmira (†)
- María Cecilia Botero - Isabel
- Jairo Camargo - Alirio Gómez
- Jim Muñoz - Julián
- Carlos Fernández - Marcos Zuluaga
- Ana María Medina - Luisa
- Luis Mesa - Horacio Villa
- Julio Pachón - Libardo Zuluaga
- Elianis Garrido - Marina Soler
- Fernando Arévalo - Ignacio Roncancio.
- Carlos Gutiérrez - Fermín Vargas
- Variel Sánchez - Álvaro Zúñiga 1
- Jorge Hugo Marín - Álvaro Zúñiga 2
- Helmer Camero - Rafael
- Ofelia Agudelo - Hermana Francisca
- Alfonso Ortíz - Monseñor Cadavid
- Alberto Cardeño - Angel Cruz
- Joavany Álvarez - Ezequiel
- Luz Estrada - Sonia Monsalve
- Fernando Lara - Jaime
- Carlos Mario Echeverry - Benjamín Mejia
- Pedro Calvo - Nicolás
- Edwin Maya - Walter
- Danielle Arciniegas - Julieta
- Juan Fernando Sánchez - Lorenzo
- Rafael Zea - Juan Carlos
- Heriberto Sandoval - Jorge Barón
- Maru Yamayusa - Profesora Regina
- Estefanía Gómez -  Profesora Oliva
- Alberto León Jaramillo - Rogelio
- Mario Duarte - Richard
- Adriana Arango - Patricia
- Guillermo Olarte - Dr Guillermo Quijano
- María Victoria Hernández - Magnolia
- Juan Sebastián Londoño Muñoz - Antonio
- Antonio Puentes - Vladimir
- María Cecilia Sánchez - Verónica
- Tim Janssen - Jimmy Douglas "Mr. Douglas"
- Policarpo Forero - Augusto Mendoza
- Carito Cruz - Alejandra Calle
- Fabiola Calle - Ángela[6]

Actuaciones especiales
- Mary Cañas

## Premios y nominaciones

### Premios India Catalina
| Año  | Categoría                                      | Receptor                                    | Resultado |
| ---- | ---------------------------------------------- | ------------------------------------------- | --------- |
| 2016 | Mejor Telenovela o Serie                       | Mejor Telenovela o Serie                    | Ganadora  |
| 2016 | Mejor actriz protagónica de telenovela o serie | Carolina Gaitán                             | Nominada  |
| 2016 | Mejor actriz de reparto de telenovela o serie  | Patricia Tamayo                             | Ganadora  |
| 2016 | Mejor actor de reparto de telenovela o serie   | Julio Pachón                                | Ganador   |
| 2016 | Mejor actor de reparto de telenovela o serie   | Juan Pablo Urrego                           | Nominado  |
| 2016 | Mejor actriz antagónica de telenovela o serie  | Luz Estrada                                 | Ganadora  |
| 2016 | Mejor actriz o actor revelación del año        | Esmeralda Gil                               | Nominada  |
| 2016 | Mejor actriz o actor revelación del año        | Melissa Cáceres                             | Nominada  |
| 2016 | Mejor director                                 | Luis Alberto Restrepo y Juan Carlos Vásquez | Ganadores |
| 2016 | Mejor libreto                                  | César Augusto Betancur                      | Ganador   |
| 2016 | Mejor Tema para Televisión                     | José Ricardo Torres "Jox"                   | Nominado  |

### Premios Tvynovelas
| Año  | Categoría                            | Nominado                        | Resultado |
| ---- | ------------------------------------ | ------------------------------- | --------- |
| 2016 | Mejor Serie/Serie Favorita           | Mejor Serie/Serie Favorita      | Ganadora  |
| 2016 | Mejor actriz protagónica de serie    | Carolina Gaitán                 | Nominada  |
| 2016 | Mejor actriz protagónica de serie    | Yuri Vargas                     | Nominada  |
| 2016 | Mejor actor protagónico de serie     | Juan Pablo Urrego               | Nominado  |
| 2016 | Mejor actriz de reparto de serie     | Patricia Tamayo                 | Nominada  |
| 2016 | Mejor actriz de reparto de serie     | Caterin Escobar                 | Nominada  |
| 2016 | Mejor actor antagónico de serie      | Julio Pachón                    | Nominado  |
| 2016 | Mejor actriz antagónica de serie     | Luz Estrada                     | Nominada  |
| 2016 | Mejor revelación                     | Gill González                   | Nominada  |
| 2016 | Mejor revelación                     | Crisanto Alonso Vargas Ramírez  | Nominado  |
| 2016 | Mejor libretista                     | César Betancur                  | Ganador   |
| 2016 | Mejor director de telenovela o serie | Luis A. Restrepo y Juan Vásquez | Ganadores |
| 2016 | Mejor tema musical                   | Hermanitas Calle                | Nominado  |